# Hazal Kaya
Hazal Kaya (Istanbul, Turquia, 1 d'octubre de 1990) és una actriu turca de sèries de TV i cinema.